# Bella Vista (Paysandú)
Bella Vista es una localidad uruguaya del departamento de Paysandú, y forma parte del municipio de Chapicuy.

## Ubicación
La localidad se encuentra situada en la zona noroeste del departamento de Paysandú, al oeste del arroyo Chapicuy Chico, sobre camino departamental de la cuchilla de los Médanos. Se accede a ella por camino vecinal desde la ruta 3 a la altura de Chapicuy. 

## Población
Según el censo de 2011 la localidad contaba con una población de 50 habitantes.
| --            | 55 | 50 |
| (Fuente: INE) |    |    |